# Howard Nostrand
Howard Nostrand né le 13 mai 1929 et mort le 1er août 1984 est un dessinateur de comics américain.

## Biographie
Howard Nostrand naît le 13 mai 1929 à Hoboken dans le New Jersey mais sa famille déménage à  Hempstead sur l'île de Long Island en 1932. Après le lycée, il travaille d'abord avec son père dans son magasin d'antiquités. Mais en 1948, il est engagé par Bob Powell comme encreur pour les planches qu'il fournit à Harvey Comics et Fawcett Comics. Il forme un studio alors avec George Siefringer et Martin Epp. Quatre ans après, il décide de quitter Powell et part travailler directement pour Harvey. Il dessine des séries dans différents genres mais c'est surtout grâce aux séries d'horreur qu'il devient célèbre. Lorsqu'en 1954 le comics code interdit les comics d'horreur, Harvey est obligé d'arrêter ses séries. Nostrand quitte alors Harvey. En 1959, il dessine, avec l'assistance de Neal Adams le comic strip Bat Masterson inspiré de la série télévisée. Le strip dure peu et lorsqu'il est arrêté, Nostrand cesse de dessiner des comics et se consacre à l'illustration. Il meurt le  1er août 1984,.